# Gornji Bogićevci
Gornji Bogićevci è un comune della Croazia di 2 319 abitanti della regione di Brod e della Posavina.